# نظریه بازی‌ها و رفتار اقتصادی
نظریه بازی‌ها و رفتار اقتصادی، چاپ ۱۹۴۴ توسط انتشارات دانشگاه پرینستون، کتابی است نوشتهٔ جان فون نویمان و اسکار مورگنسترن. این کتاب به عنوان مرجع پیشرو و آغازین شاخهٔ چند رشته‌ای نظریه بازی ها شناخته می‌شود. در مقدمهٔ شصتمین ویرایش سالانه این کتاب، انتشارات دانشگاه پرینستون آن را به عنوان «کتاب کلاسیکی که نظریه بازی امروزی بر آن بنیان نهاده شده است» معرفی می‌کند.
ساختار کلی کتاب بر تحقیقات پیشین فون نویمان که در سال ۱۹۲۸ و تحت عنوان آلمانی "Zur Theorie der Gesellschaftsspiele" منتشر شده بود، استوار است.